# Centerville (Texas)
Centerville es una ciudad ubicada en el condado de León en el estado estadounidense de Texas. En el Censo de 2010 tenía una población de 892 habitantes y una densidad poblacional de 202,59 personas por km².

## Geografía
Centerville se encuentra ubicada en las coordenadas 31°15′29″N 95°58′47″O / 31.25806, -95.97972. Según la Oficina del Censo de los Estados Unidos, Centerville tiene una superficie total de 4.4 km², de la cual 4.4 km² corresponden a tierra firme y (0%) 0 km² es agua.

## Demografía
Según el censo de 2010, había 892 personas residiendo en Centerville. La densidad de población era de 202,59 hab./km². De los 892 habitantes, Centerville estaba compuesto por el 77.69% blancos, el 15.13% eran afroamericanos, el 0.22% eran amerindios, el 0.34% eran asiáticos, el 0% eran isleños del Pacífico, el 2.58% eran de otras razas y el 4.04% pertenecían a dos o más razas. Del total de la población el 6.17% eran hispanos o latinos de cualquier raza.